# دوبرینینسکایا
دوبرینینسکایا (روسی: Добры́нинская) یک ایستگاه در خط کلتسوایا در متروی مسکو است که در ۱ ژانویه ۱۹۵۰ افتتاح شد؛ این بخشی از سیستم چهار منظومه متروی مسکو است که چون بعد از میدان سرپوخوفسایا قرار دارد به همین نام، نامگذاری شده‌است. این ایستگاه مشابه ایستگاه پیلون است و به سبک معماری پرزرق و برق اواخر دهه ۱۹۴۰-اوایل دهه ۱۹۵۰ ساخته شده‌است. معمار آن لئونید پوپوف (و همکارانش م. زلنین و م. ایلین) بودند و طراحی آن‌ها الهام گرفته از شهر سرپوخوفبود با طراحی کلی به سبک معماری باستانی روسی و به‌طور خاص کلیسای شفاعت، که طرح آن به‌صورت شبستان‌های متوالی و ردیف ستون‌های مرمری به رنگ بژ ساخته شده‌است.

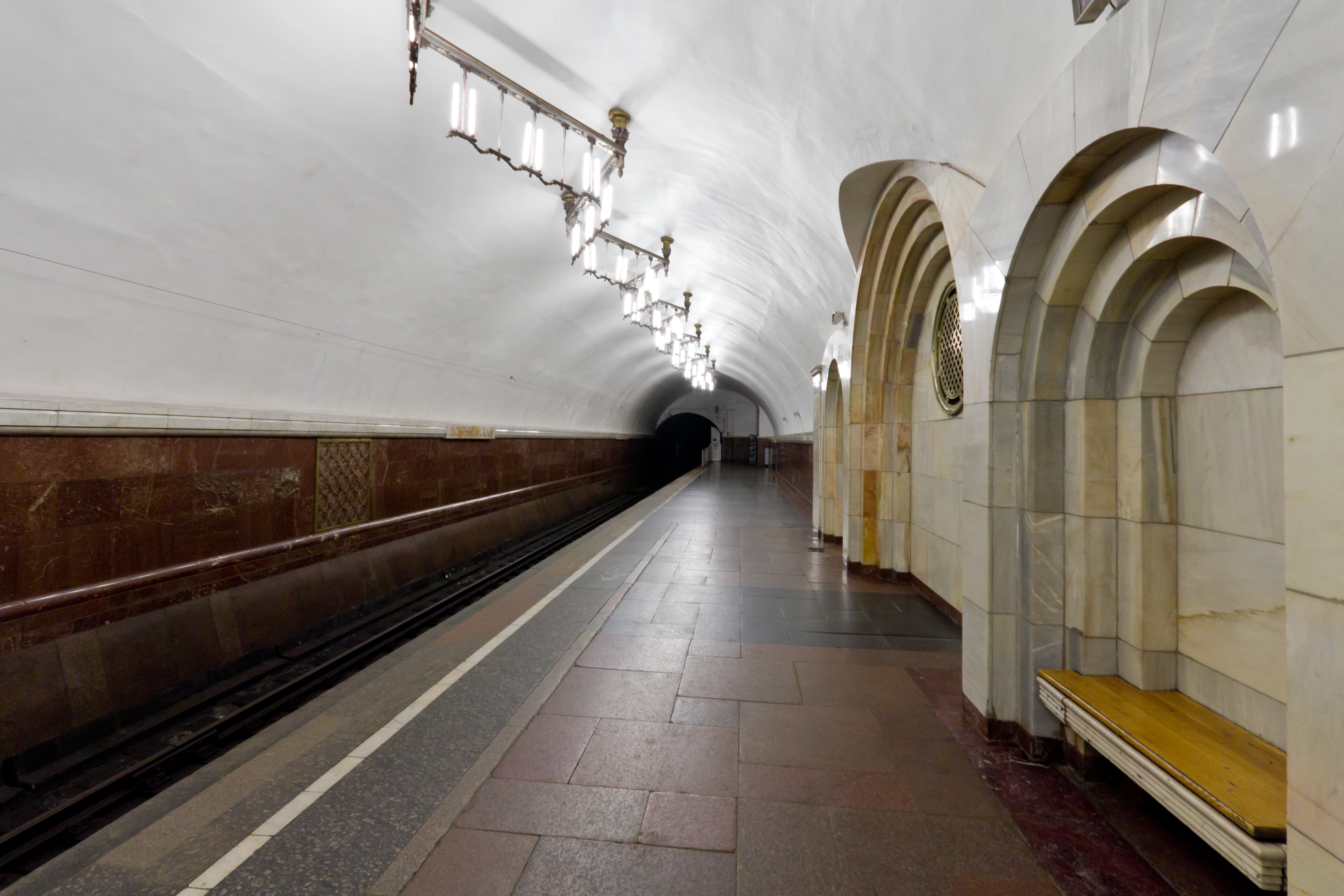
سکوی متروی دوبرینینسکایا

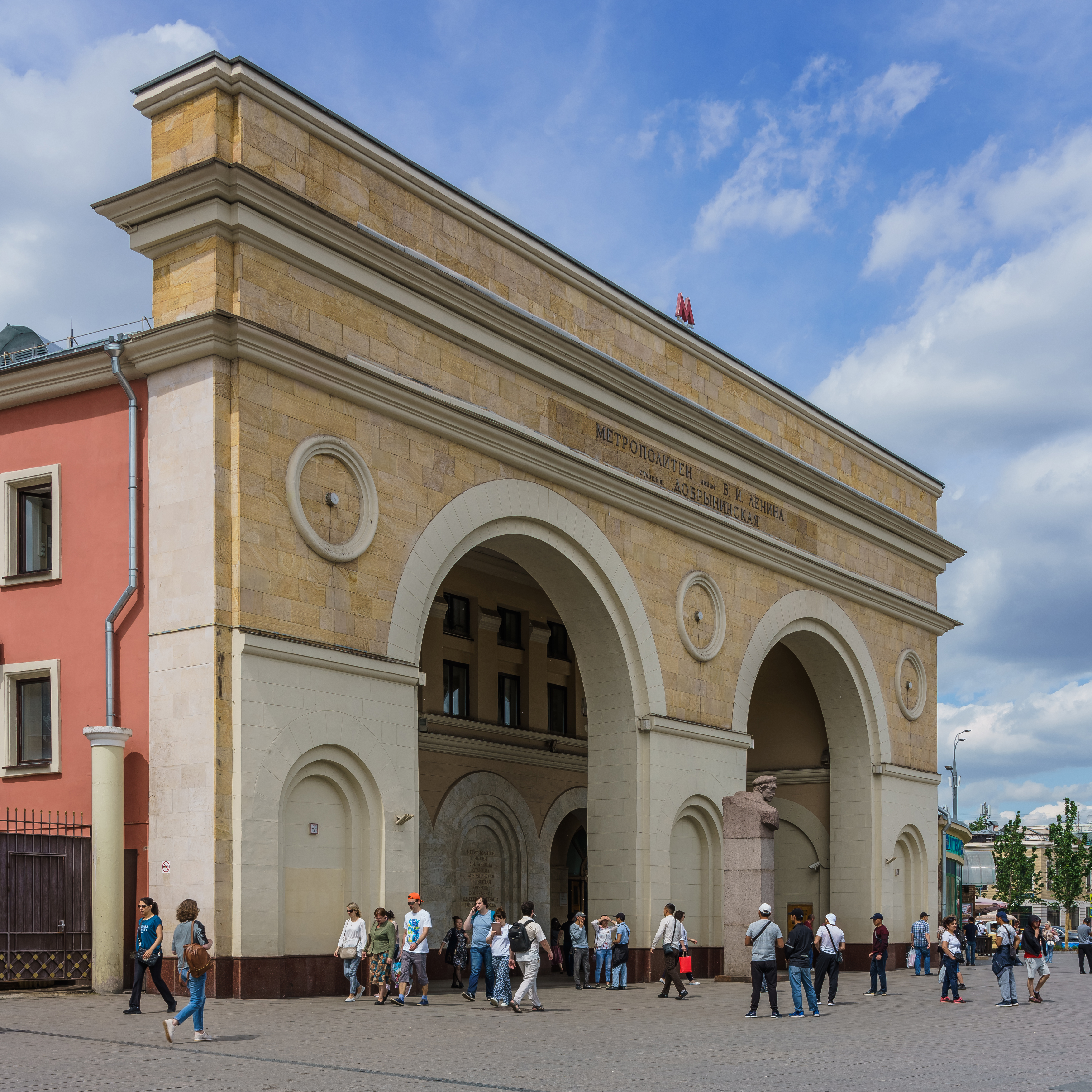
غرفه ورودی